# きらら16
『きらら16』（きららセーズ）は、秋田書店が1996年から1999年まで発行していた月刊少女漫画雑誌。

## 概要
1996年に創刊（同年5月号）。発売日は前々月28日。誌名末尾の「セーズ」は「16」の仏訳（seize）による。同社『プリンセス』などで活躍する作家の作品を掲載していた。1999年、同年5月号をもって休刊。単行本は専用レーベルの「きらら16コミックス」から刊行された。

## 主な掲載作品
- イノセントGAME（髙橋美由紀）
- KEY JACK（潮見知佳）
- CuteBeeBabies（央己あゆり）
- 9番目のムサシ（高橋美由紀）※第1話は読み切りとして増刊誌『ボニータspecial』掲載。休刊後は『ミステリーボニータ』に移籍。
- 獣たちの夜（潮見知佳）
- 極上天使、極上天使リターンズ（東山むつき）
- Psy-on（中村理恵）
- せーのッ!（宗美智子）
- 世紀末★ダーリン（なると真樹）※これ以前の初期シリーズはビブロス刊、これ以後のシリーズ続編は実業之日本社刊[3]。
- D-zone（市東亮子）
- ドーピングが必要‥‥★★（有希うさぎ）
- どきどきするキス（浜田翔子）
- 虹色ダンディ（なると真樹）
- 半熟探偵団（作：我孫子武丸、画：河内実加）
- 前田朝日の冒険（作：野梨原花南、画：JUN）